# Hugh McVay
Hugh McVay (South Carolina, 1766 – Birmingham, 9 mei 1851) was een Amerikaans politicus. Hij werd op 17 juli 1837 waarnemend-gouverneur van Alabama nadat zijn voorganger, Clement Clay, werd benoemd in de Amerikaanse Senaat. Hij bleef gouverneur tot 30 november 1837, toen zijn opvolger, Arthur Bagby, aantrad. Hij was de 9e gouverneur van Alabama.
- Gemeinsame Normdatei: 1175413402
- Virtual International Authority File: 774154801889256310002
- WorldCat: E39PBJgd4tcqFbx6fFRdPjb8G3